# ادگار پیج
ادگار پیج (انگلیسی: Edgar Page; ۳۱ دسامبر ۱۸۸۴ – ۱۲ مهٔ ۱۹۵۶) بازیکن هاکی روی چمن، و بازیکن کریکت اهل بریتانیا بود.